# Nền kinh tế tự cung tự cấp
Chế độ tự cung tự cấp, với tư cách là một lý tưởng hoặc cách thức, được chấp nhận bởi một loạt các hệ tư tưởng và phong trào chính trị, đặc biệt là các hệ tư tưởng cánh tả như chủ nghĩa xã hội châu Phi, chủ nghĩa tương hỗ, chủ nghĩa cộng sản thời chiến , chủ nghĩa công xã, chủ nghĩa bài trừ hàng ngoại, chủ nghĩa công đoàn (đặc biệt là chủ nghĩa vô trị), và chủ nghĩa dân túy cánh tả, nhìn chung là trong nỗ lực xây dựng các cấu trúc kinh tế thay thế hoặc trong việc kiểm soát các nguồn lực nhằm chống lại các cấu trúc mà một phong trào cụ thể coi là thù địch. Các chủ nghĩa bảo thủ, chủ nghĩa trung dung và chủ nghĩa dân tộc cũng đã áp dụng chế độ tự cung tự cấp trong nỗ lực duy trì một phần trật tự xã hội hiện có hoặc để phát triển một ngành công nghiệp cụ thể.
Những người ủng hộ chế độ tự cung tự cấp đã lập luận rằng sự tự cường quốc gia sẽ giúp giảm bớt các ảnh hưởng về kinh tế, chính trị và văn hóa của nước ngoài, cũng như thúc đẩy hòa bình quốc tế . Nhìn chung, các nhà kinh tế có xu hướng ủng hộ tự do thương mại . Có một sự đồng thuận chung giữa các nhà kinh tế rằng chủ nghĩa bảo hộ có tác động tiêu cực đến sự tăng trưởng và phúc lợi kinh tế, trong khi thương mại tự do và việc giảm bớt các rào cản thương mại lại có tác động tích cực đến sự tăng trưởng  và ổn định nền kinh tế.
Tự cung tự cấp có thể được xem như chính sách của một nhà nước (hoặc một cơ quan khác) khi họ tìm cách để tự cung tự cấp về mặt tổng thể, nhưng chính sách này cũng có thể được giới hạn trong một lĩnh vực hẹp hơn như quyền sở hữu một loại nguyên liệu thô quan trọng. Một số quốc gia có chính sách cấm vận đối với thực phẩm  và nước vì lý do an ninh quốc gia. Tự cung tự cấp có thể là kết quả của sự cô lập về kinh tế hoặc do hoàn cảnh khách quan, trong đó một nhà nước (hoặc một cơ quan khác) chuyển sang sản xuất nội địa hóa khi bị thiếu hụt tiền bạc hoặc sản phẩm dư thừa để giao dịch với thế giới bên ngoài.
Một nền kinh tế tự cung tự cấp khi không hoặc không thể tiến hành giao dịch với bên ngoài được gọi là nền kinh tế đóng.

## Lịch sử

### Cổ đại và trung cổ
Các xã hội nhà nước sơ khai có thể được coi là các nền kinh tế tự cung tự cấp, bao gồm chủ nghĩa mục vụ du mục và nền kinh tế cung điện. Mặc dù theo thời gian, những cộng đồng này có xu hướng trở nên ít tự cung tự cấp và liên kết với nhau hơn. Ví dụ, vào cuối thời kỳ đồ đồng, các nền kinh tế cung điện tự cung tự cấp trước đây đã phụ thuộc nhiều hơn vào thương mại, điều này có thể là một yếu tố góp phần vào sự sụp đổ cuối cùng của thời đại đồ đồng khi nhiều cuộc khủng hoảng xảy ra cùng một lúc. Sau sự sụp đổ đó, lý tưởng về chế độ tự cung tự cấp đã dẫn đến sự hình thành của một bộ phận văn hóa chính trị Hy Lạp mới nổi, nhấn mạnh đến sự tự cung tự cấp về mặt kinh tế  và sự tự trị của địa phương.
Triết lý Nông nghiệp dân túy của Trung Quốc, nổi bật trong thời Xuân Thu và Chiến Quốc, đã lên tiếng ủng hộ cho xã hội bình đẳng và tự cung tự cấp như một liều thuốc giải cho vấn nạn chiến tranh và tham nhũng tràn lan .
Trong thời kỳ Hậu Đế chế La Mã, một số người bạo loạn và dân chúng đã theo đuổi chế độ tự cung tự cấp như một phản ứng vừa để chống lại sự biến động, vừa để chống lại quyền lực của đế quốc. Một ví dụ nổi bật là Bacaude, người đã nhiều lần nổi dậy chống lại đế quốc và "thành lập các cộng đồng tự trị" với nền kinh tế nội bộ và tiền đúc của riêng mình .
Các công xã trung cổ đã kết hợp nỗ lực tự cung tự cấp kinh tế tổng thể (thông qua việc sử dụng đất đai và tài nguyên chung) với việc sử dụng các hiệp ước phòng thủ lẫn nhau, các hội đồng khu phố và dân quân có tổ chức để duy trì quyền tự trị của khu vực nhằm chống lại sự suy tàn của giới quý tộc địa phương . Nhiều công xã sau này trở thành các thế lực thương mại như Liên đoàn Hanseatic. Trong một số trường hợp, các nền kinh tế làng xã đã duy trì hệ thống nợ của riêng họ như một bộ phận của nền kinh tế tự cung tự cấp và để tránh phụ thuộc vào giới quý tộc hoặc thương nhân mà họ xem là thù địch . Xu hướng "tự cung tự cấp địa phương" gia tăng sau Cái chết Đen , ban đầu là phản ứng trước tác động của dịch bệnh và sau đó là cách để các xã và thành phố duy trì quyền lực nhằm chống lại giới quý tộc .
Có một cuộc tranh luận đáng kể xoay quanh việc các nền văn minh chuyên chế đã chống lại sự phổ biến của chủ nghĩa tư bản sơ khai như thế nào. Các cộng đồng cướp biển của Thời đại vàng được mệnh danh là những xã hội có khuynh hướng tự trị nặng nề, nơi "những kẻ lừa đảo ... sống trong các nền dân chủ nhỏ, khép kín", cũng như "phản tự trị" do phụ thuộc vào việc đánh phá .
Mặc dù hiếm, song một số nền kinh tế tự cung tự cấp vẫn xuất hiện trong một vài giai đoạn cụ thể ở các nước đế quốc. Triều đại nhà Minh, trong thời kỳ cô lập trước đó, đã giữ một nền kinh tế khép kín cấm giao thương với bên ngoài và tập trung vào việc phân phối tập trung hàng hóa được sản xuất trong các trang trại và xưởng địa phương . Một hệ thống cấp bậc được thiết lập gồm các quan chức giám sát việc phân phối các nguồn tài nguyên này từ các kho chứa trung tâm, bao gồm cả một kho lớn nằm trong Tử Cấm Thành . Kho chứa đó, vào thời điểm ấy, được đánh giá là căn cứ hậu cần lớn nhất thế giới. Đế chế Inca cũng duy trì một hệ thống tự trị toàn xã hội dựa trên thuế cộng đồng đối với các loại hàng hóa cụ thể và việc "cung theo lệnh".

### Thế kỷ 19 và đầu thế kỷ 20
Ở một số khu vực miền Nam tiền chiến, các nhóm dân da đen tự do và nô lệ đã tạo dựng nên nền kinh tế tự cung tự cấp trong nỗ lực tránh phụ thuộc vào nền kinh tế do tầng lớp quý tộc chủ đồn điền kiểm soát. Ở các cộng đồng người nô lệ da đen bỏ trốn ở phía đông Bắc Carolina, thường tập trung tại các khu vực đầm lầy, đã sử dụng sự kết hợp giữa nông nghiệp và ngư nghiệp để tạo nên một "nền kinh tế ngầm" và đảm bảo cho việc sinh tồn . Tính tự túc tương đối của những cộng đồng người Mỹ gốc Phi trên biển này đã tạo cơ sở cho một nền văn hóa chính trị theo chủ nghĩa bãi nô mạnh mẽ và đưa ra những yêu cầu ngày càng cấp tiến sau khi bắt đầu Nội chiến . Do mối quan hệ căng thẳng với một số chỉ huy Liên minh và các phe phái chính trị trong và sau cuộc chiến đó, các cộng đồng này đã "tập trung những nỗ lực tổ chức vào việc phát triển các thể chế, ý thức tự lực và sức mạnh chính trị của riêng mình" .
Tham vọng tự cung tự cấp cũng có thể được nhìn thấy trong các phản ứng dữ dội của Chủ nghĩa dân túy đối với việc khai thác thương mại tự do vào cuối thế kỷ 19 và trong nhiều phong trào Xã hội chủ nghĩa không tưởng thuở đầu . Các xã hội tương hỗ như Grange và Sovereigns of Industry đã cố gắng thiết lập các nền kinh tế tự cung tự cấp (với các mức độ thành công khác nhau) cùng nỗ lực để ít phụ thuộc vào thứ mà họ coi là một hệ thống kinh tế bóc lột và tạo ra nhiều quyền lực hơn để thúc đẩy cải cách.
Các phong trào xã hội chủ nghĩa thuở đầu đã sử dụng những nỗ lực tự cung tự cấp này để xây dựng căn cứ của họ cùng với các tổ chức như Bourse de travail, hỗ trợ lương thực và căng tin xã hội chủ nghĩa. Những điều này đã đóng một vai trò quan trọng trong việc đảm bảo lòng trung thành của những người lao động và xây dựng các đảng phái đó thành các thể chế ngày càng hùng mạnh (đặc biệt là ở châu  u) trong suốt cuối thế kỷ 19 và đầu thế kỷ 20. Thông qua các hợp tác xã này, "công nhân mua bánh mì Xã hội chủ nghĩa và giày Xã hội chủ nghĩa, uống bia Xã hội chủ nghĩa, tổ chức các kỳ nghỉ Xã hội chủ nghĩa và được nhận nền giáo dục Xã hội chủ nghĩa." 
Các khu tự trị canh tác địa phương ở nhiều khu vực của châu Phi và Đông Nam Á đã bị chính quyền thuộc địa châu Âu di dời vào cuối thế kỷ 19 và đầu thế kỷ 20 . Họ đã tìm cách đẩy các thôn làng nhỏ thành các đồn điền lớn hơn, mặc dù năng suất thấp, song lại dễ điều khiển hơn. Các cộng đồng tự cung tự cấp bị kết thúc bởi chủ nghĩa thực dân sau đó đã được những người theo chủ nghĩa vô chính phủ châu Phi vào cuối thế kỷ 20 trích dẫn như một ví dụ hữu ích .
Các phong trào cộng sản đã chấp nhận hoặc gạt bỏ việc xem tự cung tự cấp là mục tiêu vào những thời điểm khác nhau. Trong cuộc khảo sát của mình về chủ nghĩa vô chính phủ vào cuối những năm 1800, Voltairine De Cleyre đã tóm tắt chính xác các mục tiêu của những người theo chủ nghĩa xã hội và cộng sản vô chính phủ ban đầu là "các xã nhỏ, độc lập, tự chủ, tự do hoạt động" . Đặc biệt, Peter Kropotkin đã ủng hộ sự tự chủ tích hợp nông nghiệp và công nghiệp của địa phương và khu vực, thay vì phân công lao động quốc tế . Tác phẩm của ông đã nhiều lần chứng minh rằng các cộng đồng "không cần viện trợ hoặc không cần bảo vệ" là một hình mẫu kiên cường hơn so với các chế độ khác .
Một số cộng đồng xã hội chủ nghĩa như Phalanstery của Charles Fourier đã cố gắng duy trì chế độ tự cung tự cấp. Liên Xô ở thời kỳ đầu trong cuộc Nội chiến Nga cũng đã cố gắng phấn đấu cho một nền kinh tế tự cung tự cấp với Chủ nghĩa Cộng sản thời chiến , nhưng sau đó lại theo đuổi mạnh mẽ việc giao thương quốc tế theo Chính sách Kinh tế Mới. Tuy nhiên, trong khi chính phủ Liên Xô ở thời kỳ sau khuyến khích thương mại quốc tế, họ cũng cho phép và thậm chí khuyến khích các nền kinh tế tự cung tự cấp địa phương ở nhiều làng nông dân .
Đôi khi các nhóm cánh tả cũng xung đột về các công trình tự trị. Trong cuộc Nội chiến Tây Ban Nha, chủ nghĩa vô chính phủ CNT và chủ nghĩa xã hội UGT đã thành lập các hợp tác xã kinh tế ở Levante mà họ tuyên bố là "quản lý đời sống kinh tế của khu vực độc lập khỏi chính phủ" . Nhưng các phe phái cộng sản đã phản ứng lại bằng cách đàn áp các hợp tác xã này trong một nỗ lực nhằm đặt lại quyền kiểm soát kinh tế vào tay chính quyền trung ương.
Các chính phủ chuyên chế cánh hữu cũng đã phấn đấu cho nền kinh tế tự cung tự cấp, phát triển ngành công nghiệp quốc gia và áp đặt thuế quan cao nhưng đè bẹp các phong trào tự trị khác. Năm 1921, Phát xít Ý tấn công các công trình tự trị cánh tả theo lệnh của các đại địa chủ, phá hủy khoảng 119 phòng lao động, 107 hợp tác xã và 83 văn phòng nông dân chỉ trong năm đó . Đức Quốc xã dưới thời của Bộ trưởng Kinh tế Hjalmar Schacht, và sau này là Walther Funk, vẫn theo đuổi thương mại quốc tế, dù dựa trên một hệ thống khác, nhằm thoát khỏi các điều khoản của Hiệp ước Versailles, thỏa mãn giới thương nhân và chuẩn bị cho chiến tranh. Chế độ này vẫn sẽ tiếp tục tiến hành thương mại, bao gồm cả với các quốc gia như Hoa Kỳ, kể cả việc liên kết với các công ty lớn như IBM và Coca-Cola.

### Sau chiến tranh thế giới II
Nền kinh tế tự cung tự cấp được theo đuổi như một mục tiêu của một số thành viên trong Phong trào Không liên kết, chẳng hạn như Ấn Độ dưới thời Jawaharlal Nehru  và Tanzania đã đi theo hệ tư tưởng Ujamaa  và Swadeshi. Đó là những nỗ lực nhằm thoát khỏi sự thống trị kinh tế của cả Hoa Kỳ và Liên Xô trong khi hiện đại hóa cơ sở hạ tầng của đất nước.
Các cuộc tự cung tự cấp quy mô nhỏ đôi khi được Phong trào Dân quyền sử dụng, chẳng hạn như trong trường hợp của Cuộc tẩy chay xe buýt Montgomery. Những người tẩy chay thiết lập một hệ thống tự cung tự cấp về phương tiện di chuyển giá rẻ hoặc miễn phí để cho phép người da đen đi làm và tránh sử dụng các hệ thống công cộng phân biệt trong một nỗ lực thành công nhằm gây áp lực chính trị.
Những nỗ lực tự cung tự cấp cho chủ quyền lương thực cũng là một phần của phong trào dân quyền. Vào cuối những năm 60, nhà hoạt động Fannie Lou Hamer là một trong những người sáng lập Hợp tác xã Nông trại Tự do, một nỗ lực nhằm phân phối lại quyền lực kinh tế và xây dựng sự tự cung tự cấp trong các cộng đồng Da đen . "Khi bạn đã có 400 lít rau xanh và súp gumbo đóng hộp cho mùa đông, không ai có thể đối xử tệ với bạn hoặc bảo bạn phải nói hay làm gì", Hamer tóm tắt cơ sở của hợp tác xã. Các nỗ lực này đã bị nhắm vào bởi các nhà cầm quyền phân biệt chủng tộc và cực hữu với các biện pháp từ áp lực kinh tế đến bạo lực hoàn toàn .
Sau Thế chiến thứ hai, các nỗ lực đi theo chủ nghĩa tự cung tự cấp ở châu  u đã thông qua các kế hoạch tự trị địa phương trong nỗ lực xây dựng các không gian cánh tả chống độc tài, đặc biệt là gây ảnh hưởng đến trung tâm cộng đồng và các phong trào đòi quyền lợi của người dân. Những nỗ lực như vậy vẫn là một đặc điểm chung của các phong trào theo chủ nghĩa tự trị và vô chính phủ trên lục địa ngày nay. Ví dụ, trung tâm cộng đồng Micropolis ở Hy Lạp có phòng tập thể dục, nhà hàng, quán bar, không gian hội họp và phân phối thực phẩm cũng như tài nguyên miễn phí.
Vào khoảng năm 1970, Đảng Black Panther đã rời bỏ chủ nghĩa quốc tế cộng sản chính thống sang "chủ nghĩa liên cộng sản", một thuật ngữ do Huey P. Newton đặt ra, "để duy trì quyền lực cục bộ trong khi phần còn lại của tư tưởng cấp tiến dường như đang lan rộng khắp toàn cầu" . Chủ nghĩa liên cộng sản được lấy cảm hứng từ các công trình tự trị cánh tả như phòng khám y tế miễn phí và chương trình bữa sáng, "được trình bày rõ ràng là nỗ lực để lấp lại lỗ hổng do chính phủ liên bang đã thất bại trong việc cung cấp các nguồn lực cơ bản như lương thực cho các cộng đồng da đen" .
Tự cung tự cấp là một phần quan trọng trong các lý tưởng chủ nghĩa cộng sản của Murray Bookchin, người đã viết rằng trong một tương lai tự do hơn "mọi cộng đồng sẽ gần như đi theo chế độ tự cung tự cấp địa phương hoặc khu vực" và coi tự cung tự cấp là một phần thiết yếu trong lịch sử nỗ lực của cánh tả nhằm giải phóng khu vực. Những ý tưởng của Bookchin, được mài giũa từ những năm 1960 đến đầu những năm 2000, đã ảnh hưởng đến nhiều dòng chủ nghĩa vô chính phủ và chủ nghĩa xã hội tự do hiện đại, bao gồm cả kinh tế học của Rojava.
Cuốn sách có ảnh hưởng của chủ nghĩa vô chính phủ năm 1983, bolo'bolo của Hans Widmer, ủng hộ việc sử dụng chế độ tự cung tự cấp ở các công xã chống tư bản không tưởng (được gọi là bolos), khẳng định "quyền lực của Nhà nước là dựa trên việc cung cấp lương thực. Chỉ trên cơ sở một mức độ tự cung tự cấp nhất định thì bolos mới có thể tham gia vào mạng lưới trao đổi mà không bị lợi dụng" . Widmer đưa ra giả thuyết rằng thông qua "chiến thuật tự trị" , các công xã như vậy sẽ có thể ngăn chặn sự trở lại của các cấu trúc áp bức và nền kinh tế tiền tệ .
Những nỗ lực chuyên sâu nhằm chống lại sự cưỡng bức tư nhân hóa các nguồn lực công và duy trì khả năng tự cung tự cấp của địa phương cũng là một phần quan trọng của các nỗ lực toàn cầu hóa biến đổi. Chiến tranh Nước ở Cochabamba đã giúp người dân Bolivia phản đối thành công việc tư nhân hóa hệ thống nước của họ nhằm giữ nguồn tài nguyên ở trong tay người dân .

### Đương thời
Ngày nay, chế độ tự cung tự cấp về kinh tế quốc gia đang tương đối hiếm. Một ví dụ thường được trích dẫn là Triều Tiên, dựa trên tư tưởng của chính phủ Juche (tư tưởng chủ thể), quan tâm đến việc duy trì nền kinh tế nội địa hóa trong nước khi đối mặt với sự cô lập. Tuy nhiên, ngay cả Triều Tiên cũng có giao thương rộng rãi với Nga, Trung Quốc, Syria, Iran, Việt Nam, Ấn Độ và nhiều nước ở châu  u và châu Phi. Triều Tiên đã phải nhập khẩu lương thực trong thời kỳ nạn đói lan rộng vào những năm 1990.
Một ví dụ hiện đại tốt hơn ở cấp độ xã hội là Rojava, khu vực tự trị phía bắc của Syria. Cắt đứt phần lớn với giao thương quốc tế, đối mặt với nhiều kẻ thù, và phấn đấu cho một xã hội dựa trên chủ nghĩa cộng đồng, chính phủ và hiến pháp của Rojava nhấn mạnh khả năng tự cung tự cấp kinh tế do các hội đồng làng xã và khu vực chỉ đạo . Kinh tế và xã hội Rojavan bị ảnh hưởng bởi các tư tưởng của Bookchin, bao gồm cả việc nhấn mạnh vào quản trị địa phương và khu vực. Theo những thay đổi được thực hiện trong năm 2012, tài sản và cơ sở kinh doanh thuộc về những người sống hoặc sử dụng nó cho những mục tiêu này, trong khi cơ sở hạ tầng, đất đai và các nguồn lực chính là do các hội đồng địa phương và khu vực điều hành. Tuy nhiên, Bookchin lo ngại về tác động của chủ nghĩa tự trị theo chủ nghĩa cô lập liên quan đến việc đóng cửa một cộng đồng và do đó luôn nhấn mạnh sự cần thiết phải có sự cân bằng giữa chủ nghĩa địa phương và chủ nghĩa toàn cầu .
Một ví dụ về một hòn đảo tuy nhỏ nhưng có thật là Đảo Bắc Sentinel, nơi cư dân bản địa từ chối mọi liên lạc với người ngoài và sống cuộc sống hoàn toàn tự cung tự cấp.
Một ví dụ khác về nỗ lực đương đại trong nền tự trị bản địa hóa, kết hợp các sự kiện lịch sử từ chủ nghĩa dân tộc da đen, Ujamaa, chủ nghĩa xã hội người Mỹ gốc Phi và phong trào dân quyền, là Hợp tác Jackson, một phong trào nhằm tạo ra một nền kinh tế giai cấp công nhân da đen tự cung tự cấp ở Jackson, Mississippi . Phong trào với mục đích bảo đảm đất đai, xây dựng các hợp tác xã và nơi làm việc tự cung tự cấp để "chuyển đổi một cách dân chủ nền kinh tế chính trị của thành phố" và đẩy lùi chế độ dinh điền . Hợp tác Jackson cũng chứng kiến sự gia tăng quyền lực chính trị bầu cử khi sự tham gia của nó có vai trò quan trọng đối với cuộc bầu cử thị trưởng năm 2013 của Chokwe Lumumba và cuộc bầu cử năm 2017 của con trai ông, Chokwe Antar Lumumba.